# 2016年美國總統選舉共和黨初選
2016年美國總統選舉共和黨初選在美國50個州、哥倫比亞特區及五個海外領地舉行，舉辦時間是2月1日至6月7日。共和黨全黨共有2472張代表票，取得其中過半選票就能直接獲得共和黨全國代表大會提名為2016年美國總統選舉候選人。最後唐納·川普在初選中勝利，取得共和黨總統候選人提名。
自2015年3月23日泰德·克魯茲宣布參選開始，主要有17人先後表態參選，是有史以來美國主要政黨總統大選初選中參與人數最多的一次。

## 初選歷程
2015年2月1日愛荷華州初選之前，鮑比·金達爾、林賽·葛蘭姆、喬治·派塔基、里克·佩里、斯考特·沃克退選。
在愛荷華州初選中，泰德·克魯茲獲得首位，川普居次；里克·桑托勒姆、麥克·赫卡比和蘭德·保羅在愛荷華州初選之後退選。川普在新罕布夏州大勝之後，克里斯·克里斯蒂、卡莉·費奧莉娜、吉姆·吉爾摩退選。傑布·布什在南卡羅來納州初選排名第四之後也宣布退出。
在超級星期二中，馬可·魯比歐獲得一個州勝利，克魯茲獲得三個州勝利，川普則在其他七州取勝；本·卡森在此之後退選。在3月15日的小超級星期二之後，約翰·凱西克在俄亥俄州取勝，川普在其他五州取勝；魯比歐在此之後退選。
3月16日至5月3日，只有克魯茲、川普和凱西克三人仍在參選。5月3日，川普在印第安納州勝利並確定將取得過半選票之後，克魯茲和凱西克隨即先後宣布退選，由川普勝利代表共和黨參選美國總統。

## 外部連結
- RNC 2016 Republican Nominating Process（页面存档备份，存于）
- Green papers for 2016 primaries, caucuses, and conventions（页面存档备份，存于）
- 2016 Presidential primaries, ElectionProjection.com
- Visual Action Treemap of 2016 Republican Delegate Count（页面存档备份，存于）
- http://www.USpresidentialElectionNews.com/2016-primary-delegate-count/（页面存档备份，存于）
- Decision Desk Headquarters, including area-mapping for each state and territory（页面存档备份，存于）
- FoxNews full election coverage Drill down for state progress/results.